# Valenzano
Valenzano är en ort och kommun i storstadsregionen Bari, innan 2015 provinsen Bari, i regionen Apulien i Italien. Kommunen hade 17 592 invånare (2017).